# Re:フォロワー
『Re:フォロワー』（リフォロワー）は、2019年10月6日から12月15日まで朝日放送テレビ（ABCテレビ）の制作により、放送されていたテレビドラマ。テレビ朝日でも同日先行ネットで放送された。
男らが裏アカウントとして悪を翻弄するSNSサスペンスが描かれる。主演は西銘駿と塩野瑛久。
キャストはそのままに、テレビドラマでは描かれなかったストーリーの舞台化が予定されていたが新型コロナウイルス感染症の流行の影響で中止になった。事前に制作されていたグッズのみ販売された。

## 登場人物
池永一十三（いけなが ひとみ）
演 - 西銘駿（幼少期：髙橋來）
原田優作（はらだ ゆうさく）
演 - 塩野瑛久
鯨岡友木（くじらおか ともき）
演 - 和田雅成
城江公人（しろえ きみと）
演 - 佐藤流司
雪谷美奈（ゆきたに みな）
演 - 喜多乃愛（幼少期：石上ひなの）
五島昭（ごとう あきら）
演 - 谷口賢志
荻島賢哉
演 - 萩野崇

### ゲスト
第1話
町田慎吾
演 - 川本成
町田陽子
演 - 片岡明日香
町田達也
演 - 水沢林太郎
第2話
安平勝成
演 - 東啓介
高橋理沙
演 - 増田有華
下浦菜摘
演 - 鈴木ゆうか
永井健吾
演 - 松田凌
第3話
青池唯
演 - 田中良子
馬形秀一
演 - 窪寺昭
少年Ａ
演 - 宮澤秀羽
青池卓
演 - 西本晴紀
馬形陽一
演 - 横山歩
青池一蔵
演 - 大槻修治
宝田博人
演 - 佐久間祐人
第4話
六田孝之
演 - 林和義
日向杏
演 - 折井あゆみ
木野勇人
演 - 村田洋二郎
六田小春
演 - 咲希
六田静香
演 - 金沢雅美
第7話、第9話
木佐貫宏人
演 - 的場浩司

## スタッフ
- 脚本・監督 - 西田大輔[7]
- 音楽 - YOSHIZUMI[7]
- チーフプロデューサー - 近藤真広（朝日放送テレビ）[7]
- プロデューサー - 中田陽子（朝日放送テレビ）[7]、渋谷英史（The icon）[7]
- 主題歌 - GLIM SPANKY「ストーリーの先に」[8]
- 制作協力 - The icon[7]
- 制作著作 - 朝日放送テレビ[7]

## 放送日程
※ 放送日は制作局・朝日放送テレビ基準。
| 話数   | 放送日   | サブタイトル                                     | ラテ欄                                          |
| ------ | -------- | ------------------------------------------------ | ----------------------------------------------- |
| 第1話  | 10月06日 | ヒーロー俳優×2.5次元俳優競演のSNSサスペンス!     | 裏アカ男子が悪を成敗 ヒーロー×2.5次元           |
| 第2話  | 10月13日 | ヒーロー俳優×2.5次元俳優競演のSNSサスペンス!     | 裏アカ男子が悪を成敗! 人気俳優彼女バレ炎上      |
| 第3話  | 10月20日 | ヒーロー俳優×2.5次元俳優競演のSNSサスペンス!     | 謝罪なき同級生殺人犯…元少年VS被害者の姉         |
| 第4話  | 10月27日 | 新興宗教団体に潜入! クレシダの狙いとは!?         | 妻と娘を返せ! 父の依頼で新興宗教団体に潜入      |
| 第5話  | 11月03日 | 新興宗教団体の総帥と対峙! 倶利伽羅会VSクレシダ   | 新興宗教集団と全面対決! 勝つのはどっちだ        |
| 第6話  | 11月10日 | 新章開幕! 次の依頼者はクレシダメンバー!? 急転!   | 新章開幕! 次の依頼者はクレシダメンバー          |
| 第7話  | 11月17日 | ターゲットは国家! クレシダの本当の復讐劇が始まる | 次の標的は国家権力 真の復讐が始まる!            |
| 第8話  | 11月24日 | 明かされるクレシダ事件の真実! 警察の追手が迫る!  | 明かされるクレシダ事件の真実! 警察の追手が迫る! |
| 第9話  | 12月01日 | 現れた情報提供者…11年前の真実が明かされる!       | 明かされる真実…11年前なぜ母は殺された           |
| 最終話 | 12月15日 | クレシダ事件の闇に葬られた真相がついに明らかに!  | 復讐劇の終焉…闇に葬られた事件の真相は?          |

- なお、テレビ朝日では『フィギュアスケートグランプリシリーズ2019-2020』の関係で一部の回が時間変更されている。
- また朝日放送テレビも11月17日予定分は『世界野球プレミア12」の決勝戦の85分延長で翌18日未明1:00 - 1:30に繰り下げられている。

### インターネット配信
| 配信元               | 配信期間     | 備考           |
| -------------------- | ------------ | -------------- |
| Amazonプライムビデオ | 放送済分全話 | 有料見放題配信 |
| dTV                  | 放送済分全話 | 有料見放題配信 |
| Hulu                 | 放送済分全話 | 有料見放題配信 |
| U-NEXT               | 放送済分全話 | 有料見放題配信 |